# Mickey Fields
Wilfred 'Mickey' Fields (Towson (Maryland), 1932/1933 – Baltimore (Maryland), 16 januari 1995) was een Amerikaanse jazzsaxofonist en lokale legende, die weigerde te spelen buiten de omgeving van Baltimore, hoewel hem vaak werd gevraagd Baltimore te verlaten om op pad te gaan met vele beroemde bands. Hij wordt erkend als een van de meest bekende jazzsaxofonisten in Baltimore en was een mentor van vele andere jazzmuzikanten, waaronder Paul Brown. Mickey creëerde de Monday Night Jam Session in de Sportsman's Lounge, waardoor veel jonge opkomende jazzmuzikanten met hem op het podium konden optreden. Hij stond ook bekend om zijn voortdurende aanmoediging van jonge kunstenaars.

## Biografie
Fields werd in 1932 geboren als zoon van James en Etta Fields in Towson, Maryland en was een van zeven kinderen. Op jonge leeftijd realiseerde Fields zich, dat hij van nature muzikaal begaafd was. Hij had een perfecte toonhoogte en was een autodidactische muzikant, die zowat elk instrument bespeelde dat hij te pakken kon krijgen. Op 14-jarige leeftijd leerde hij zichzelf saxofoon spelen. Het verhaal is dat zijn oudere broer Warren een saxofoon won in een spel, terwijl hij na de Tweede Wereldoorlog terug naar huis ging aan boord van een schip. Toen Mickey het in de kast vond, wist hij dat dit het instrument voor hem was.
Fields begon zijn carrière bij de jumpbluesband The Tilters. Als soloartiest nam hij op bij Atlantic Records en Groove Merchant. Een ander lid van The Tilters was Howard Earl Washington, een jazzdrummer uit Baltimore. De Tilters speelden voor de grote Ethel Ennis. Fields nam later verschillende nummers op met zijn band Mickey Fields and His Mice, getiteld The Cracker Jack, bekend als een van de 100 meest funky nummers ooit en de populaire Little Green Apples. Later nam hij een album op met de grote Richard 'Groove' Holmes, opgenomen bij de Left Bank. Fields trad ook op met zijn zeer getalenteerde zus Shirley Fields, die jarenlang de leadzangeres was en ook een grote vaste waarde in de jazzvereniging in Baltimore.

## Privéleven en overlijden
In de vroege jaren 1950 ontmoette Fields Constance Wozniak, terwijl hij optrad in een plaatselijke jazzclub. In 1956 trouwde Fields met Constance Wozniak en kreeg de twee kinderen Michael en Jacqueline. Omdat het voor Afro-Amerikanen en blanken illegaal was om in Maryland te trouwen, moesten ze naar Washington D.C. rijden om te trouwen. In zijn latere jaren leed Fields aan ernstige jicht, waardoor zijn handen misvormden. Maar dat weerhield hem er nooit van om op zijn saxofoon te spelen. Hij trainde zichzelf om te spelen met zijn misvorming. Fields bleef optreden voor zijn vele fans, totdat hij in oktober 1994 ernstig ziek werd van een nierziekte. Later overleed hij op 16 januari 1995 op 62-jarige leeftijd in het Johns Hopkins Hospital in Baltimore, Maryland, de stad waar hij van hield. Zijn begrafenis stond bekend als een van de grootste begrafenissen ooit voor een plaatselijke muzikant. Hij laat zijn weduwe Constance Fields, zoon Michael Fields, dochter Jacqueline Fields, kleindochter Danielle Fields en achterkleinzoon Christopher Fields achter.

## Erfgoed
Fields werd later opgenomen in het Great Blacks in Wax Museum in Baltimore, Maryland als een van de grootste jazzsaxofonisten ooit gekend. De muzikale invloed van Fields leeft nog steeds voort door zijn opnamen en talloze proteges hier in Baltimore en over de hele wereld.